# Медведжя
Медведжя (серб. Медвеђа) — населённый пункт городского типа в Ябланичском округе Сербии. Центр одноимённой общины.

## История
Медведжя впервые упоминается во времена деспота Георгия Бранковича (XV век). В 1878 году, по результатам Берлинского конгресса, она вошла в состав Княжества Сербия. В 1891 году становится центром новой общины. В 1921 году село Медведжя получило статус «варошицы» (городского поселения).

## Население
Согласно переписи населения 2022 года, в городе проживало 2993 человека (2421 серб, 285 албанцев, 136 цыган, 41 черногорец и другие).
| Численность населения | Численность населения | Численность населения | Численность населения | Численность населения | Численность населения | Численность населения | Численность населения | Численность населения |
| 1948                  | 1953                  | 1961                  | 1971                  | 1981                  | 1991                  | 2002                  | 2011                  | 2022                  |
| --------------------- | --------------------- | --------------------- | --------------------- | --------------------- | --------------------- | --------------------- | --------------------- | --------------------- |
| 1732                  | 1810                  | 2188                  | 2621                  | 2488                  | 3057                  | 2810                  | 2860                  | 2993                  |

## Религия
- Храм Вознесения Господня — центр Медведжянского прихода Ябланичского архиерейского наместничества Нишской епархии[3].